# 小行星4478
小行星4478（4478 Blanco）是一颗绕太阳运转的小行星，为主小行星带小行星。该小行星于1984年4月23日发现。

## 轨道参数
小行星4478的轨道半长轴为2.2480381 UA，离心率为0.135。